# Вуэльта Испании 2015
Вуэ́льта Испа́нии 2015 — 70-я по счёту гонка Вуэльты Испании и 22-я в календаре Мирового Тура UCI 2015 года. Соревнование стартовало 22 августа в андалузском городе Пуэрто-Банус близ Марбельи и завершилось 13 сентября 2015 года в Мадриде. За 23 дня гонщики преодолели дистанцию в 3357,1 км.
Прошлогодний победитель Вуэльты Альберто Контадор на старт супермногодневки не вышел.

## Участники
В гонке принимали участие 17 команд UCI ProTeams и 5 профессиональных континентальных команд, получивших уайлд-кард от организатора.
| - AG2R La Mondiale - Astana Pro Team - BMC Racing Team - Cannondale-Garmin - Etixx-Quick Step - FDJ - Team Giant-Alpecin - IAM Cycling | - Team Katusha - Lampre-Merida - Lotto NL-Jumbo - Lotto Soudal - Movistar Team - Orica GreenEDGE - Team Sky - Tinkoff-Saxo | - Trek Factory Racing - Caja Rural-Seguros RGA† - Cofidis, Solutions Crédits† - Colombia† - Team Europcar† - MTN-Qhubeka† |

## Маршрут
Маршрут гонки состоит из 21 этапа общей протяжённостью 3357,1 км (по 159,86 км на этап в среднем) и содержит:
- 6 равнинных этапов
- 2 холмистых этапа
- 5 среднегорных этапов
- 6 горных этапов
- 1 командную «разделку»
- 1 индивидуальную «разделку»
- 2 дня отдыха

В маршрут включены 44 категорийных вершины.
| Этап | Дата        | Маршрут                                          | Дистанция, км | Тип               | Победитель                |             |
| ---- | ----------- | ------------------------------------------------ | ------------- | ----------------- | ------------------------- | ----------- |
| 1    | 22 августа  | Пуэрто Банус — Марбелья                          | 7,4           | ТТТ               | BMC Racing Team           |             |
| 2    | 23 августа  | Алаурин-де-ла-Торре — Королевская тропа          | 158,7         | Среднегорный этап | Эстебан Чавес (COL)       |             |
| 3    | 24 августа  | Михас — Малага                                   | 158,4         | Равнинный этап    | Петер Саган (SVK)         |             |
| 4    | 25 августа  | Эстепона — Вехер-де-ла-Фронтера                  | 209,6         | Холмистый этап    | Алехандро Вальверде (ESP) |             |
| 5    | 26 августа  | Рота — Алькала-де-Гуадаира                       | 180           | Равнинный этап    | Калеб Эван (AUS)          |             |
| 6    | 27 августа  | Кордова — Сьерра-де-Касорла                      | 200,3         | Среднегорный этап | Эстебан Чавес (COL)       |             |
| 7    | 28 августа  | Ходар — Альпухарры                               | 191,1         | Горный этап       | Берт-Ян Линдеман (NED)    |             |
| 8    | 29 августа  | Пуэбла-де-Дон-Фадрике — Мурсия                   | 182,5         | Равнинный этап    | Яспер Стёйвен (BEL)       |             |
| 9    | 30 августа  | Торревьеха — Бенитачель                          | 168,3         | Среднегорный этап | Том Дюмулен (NED)         |             |
| 10   | 31 августа  | Валенсия — Кастельон-де-ла-Плана                 | 146,6         | Равнинный этап    | Кристиан Сбаральи (ITA)   |             |
|      | 1 сентября  | День отдыха                                      | День отдыха   | День отдыха       | День отдыха               | День отдыха |
| 11   | 2 сентября  | Андорра-ла-Велья — Энкам                         | 138           | Горный этап       | Микель Ланда (ESP)        |             |
| 12   | 3 сентября  | Эскальдес-Энгордань — Льейда                     | 173           | Равнинный этап    | Данни Ван Поппель (NED)   |             |
| 13   | 4 сентября  | Калатаюд — Тарасона                              | 178           | Среднегорный этап | Нельсон Оливейра (POR)    |             |
| 14   | 5 сентября  | Витория-Гастейс — Альто-Кампоо, Фуэнте-дель-Чиво | 215           | Горный этап       | Алессандро Де Марки (ITA) |             |
| 15   | 6 сентября  | Комильяс — Сотрес, Кабралес                      | 175,8         | Горный этап       | Хоаким Родригес (ESP)     |             |
| 16   | 7 сентября  | Луарка — Эрмита-дель-Альба, Кирос                | 185           | Горный этап       | Фрэнк Шлек (LUX)          |             |
|      | 8 сентября  | День отдыха                                      | День отдыха   | День отдыха       | День отдыха               | День отдыха |
| 17   | 9 сентября  | Бургос                                           | 38,7          | Разделка          | Том Дюмулен (NED)         |             |
| 18   | 10 сентября | Роа-де-Дуэро — Риаса                             | 204           | Среднегорный этап | Николас Роуч (IRL)        |             |
| 19   | 11 сентября | Медина-дель-Кампо — Авила                        | 185,8         | Холмистый этап    | Алексис Гужар (FRA)       |             |
| 20   | 12 сентября | Сан-Лоренсо-де-Эль-Эскориаль — Серседилья        | 175,8         | Горный этап       | Рубен Пласа (ESP)         |             |
| 21   | 13 сентября | Алькала-де-Энарес — Мадрид                       | 98,8          | Равнинный этап    | Джон Дегенкольб (GER)     |             |

### Генеральная классификация

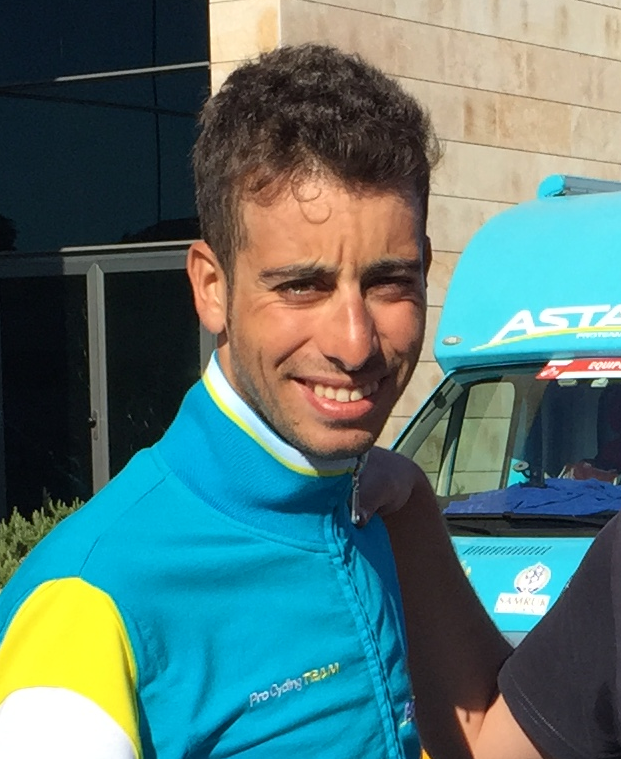
Победитель Вуэльты 2015 в личном зачёте итальянец Фабио Ару

### Очковая классификация

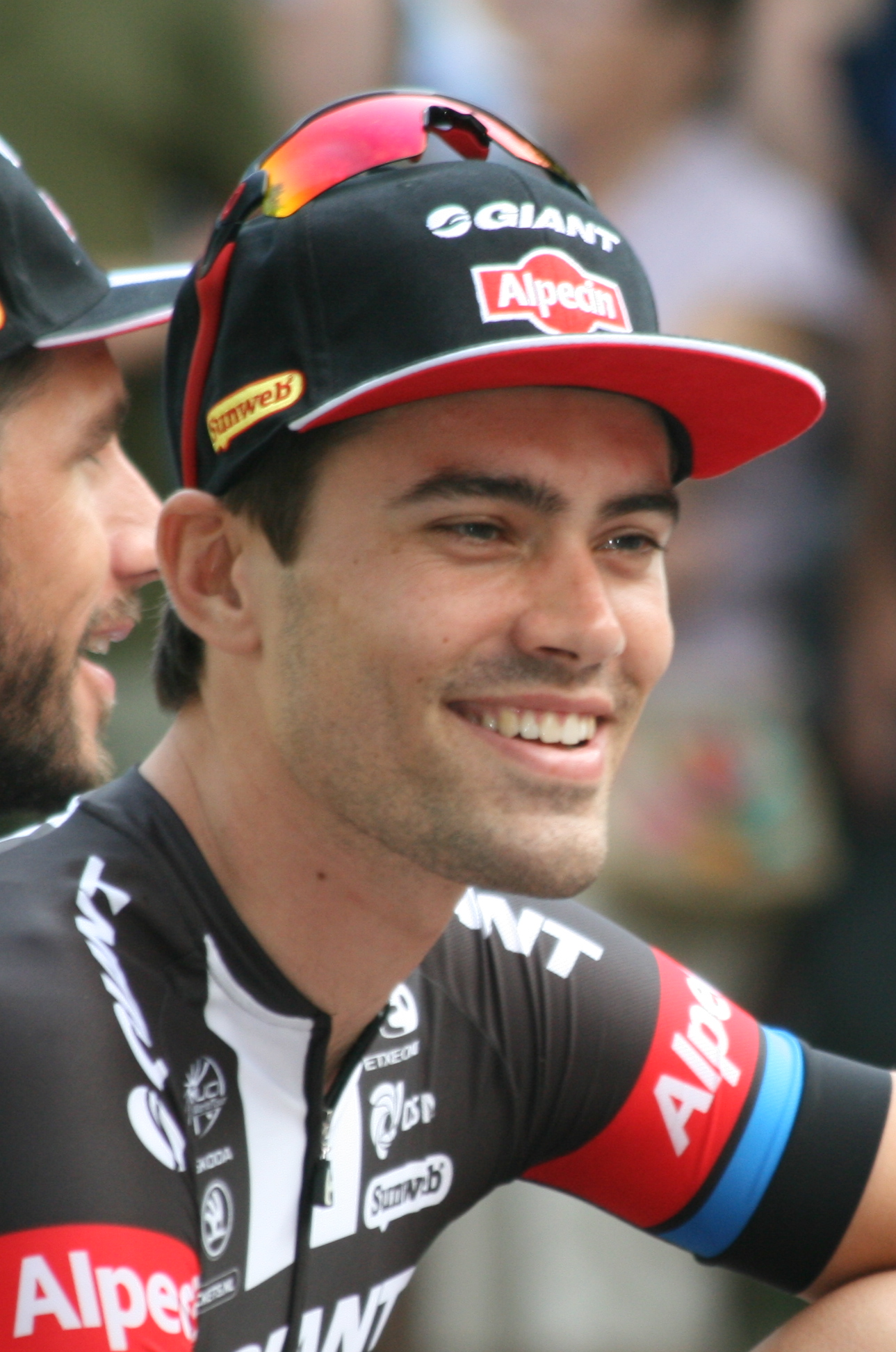
Возмутитель спокойствия на Вуэльте-2015 раздельщик Том Дюмулен, лидировавший шесть этапов

### Горная классификация

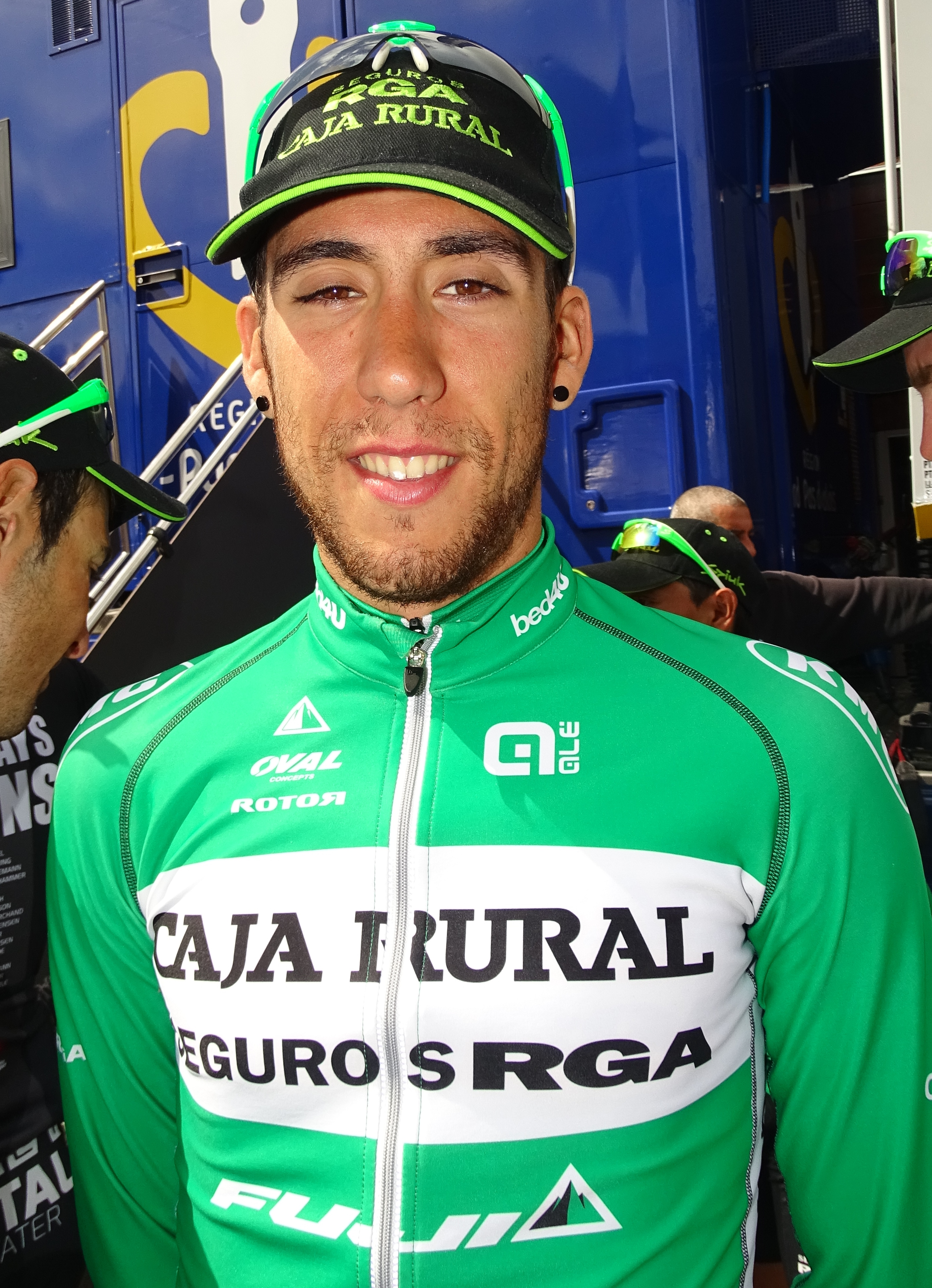
Лучший горный гонщик испанец Омар Фраиле

### Комбинированная классификация

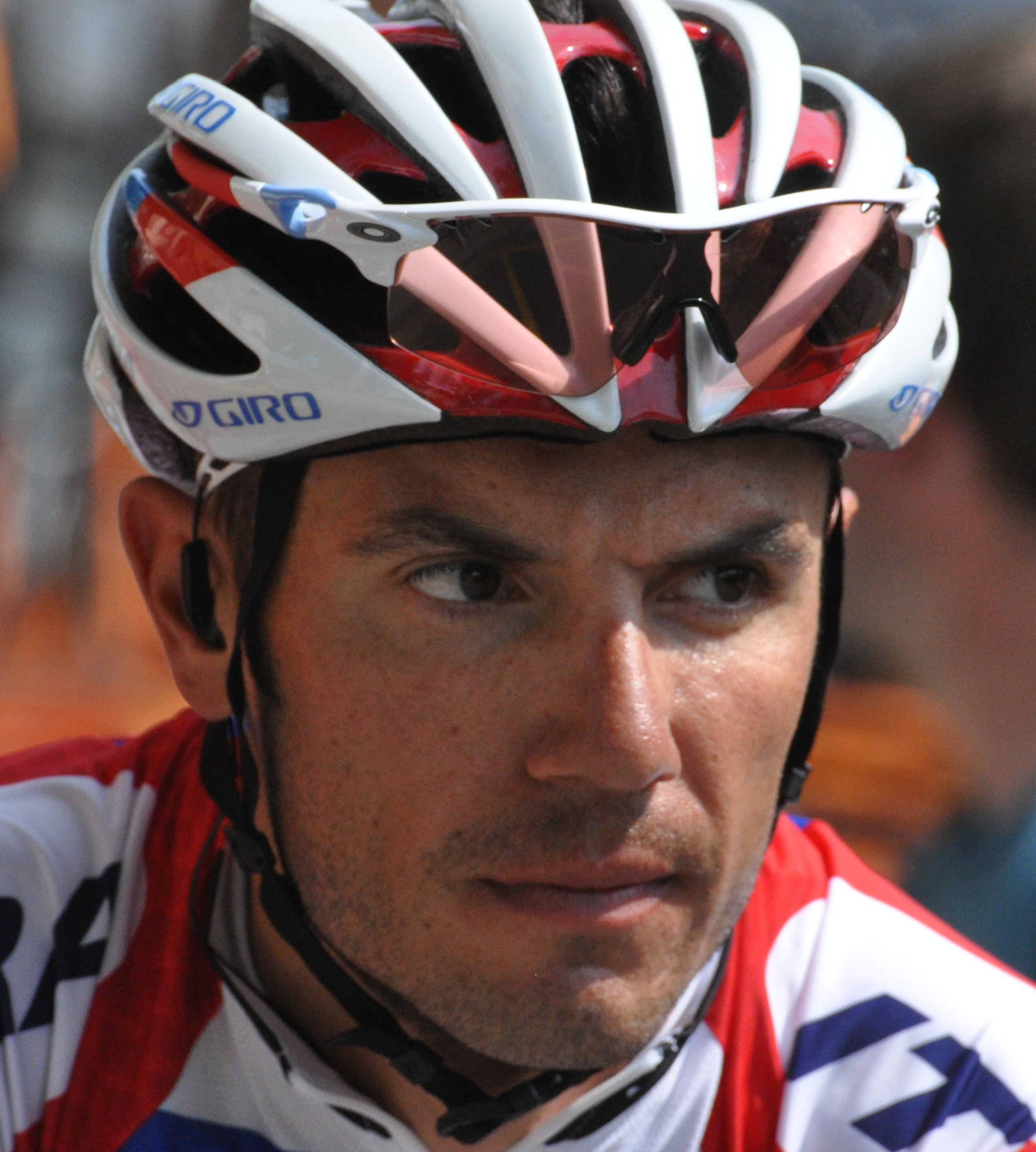
Второй в гонке и обладатель белой майки испанец Хоаким Родригес

### Командный зачёт

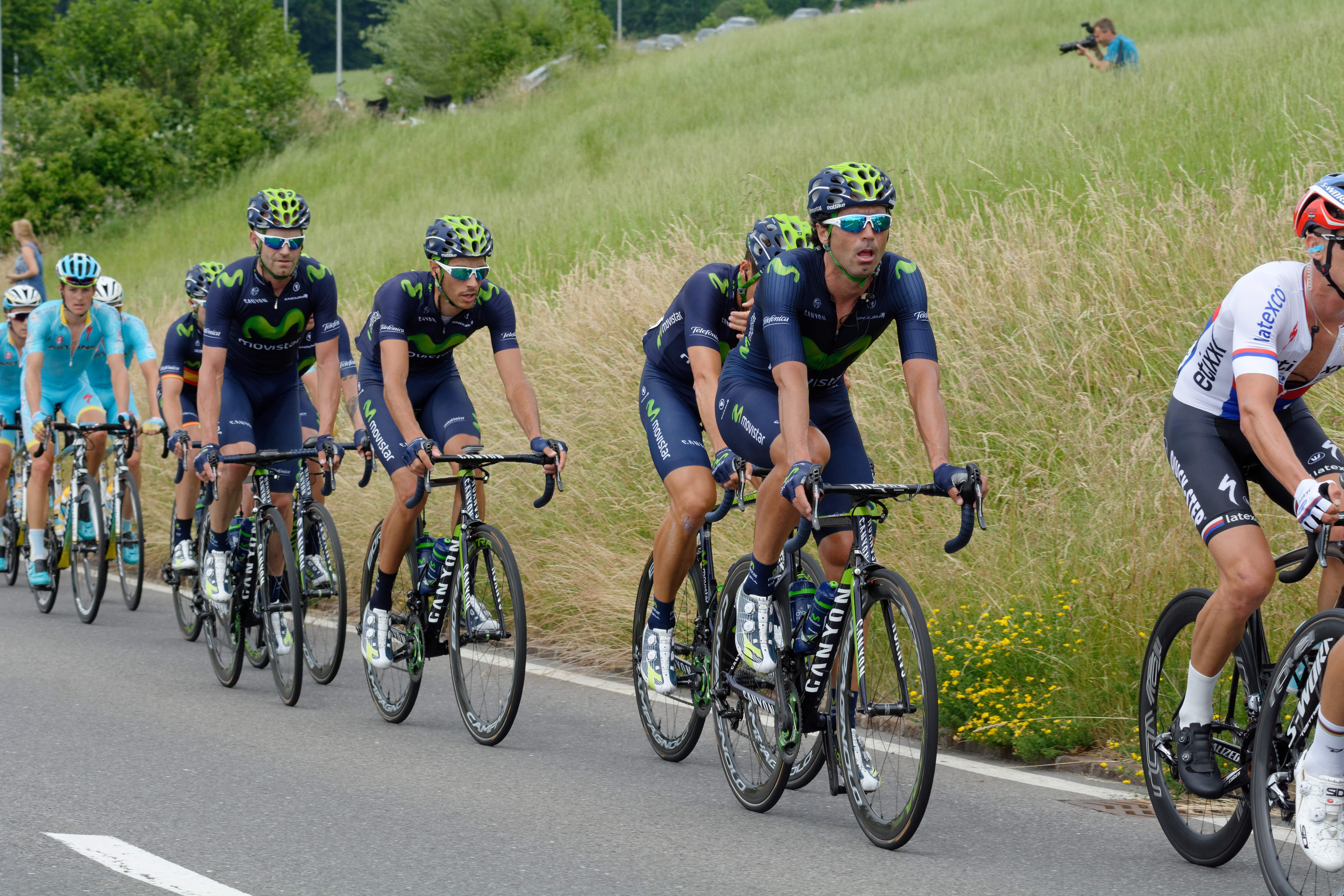
— победитель гонки в командном зачёте (в тёмно-синей форме).

## Лидеры классификаций
| Этап | Победитель          | Генеральная классификация | Классификация по очкам | Горная классификация | Комбинированная классификация | Командная классификация | Самый агрессивный гонщик |
| ---- | ------------------- | ------------------------- | ---------------------- | -------------------- | ----------------------------- | ----------------------- | ------------------------ |
| 1    | BMC Racing Team     | Петер Велиц               | —                      | —                    | —                             | BMC Racing Team         | Кэмерон Мейер            |
| 2    | Эстебан Чавес       | Эстебан Чавес             | Эстебан Чавес          | Эстебан Чавес        | Эстебан Чавес                 | Team Sky                | Жозе Гонсалвеш           |
| 3    | Петер Саган         | Эстебан Чавес             | Эстебан Чавес          | Омар Фраиле          | Эстебан Чавес                 | Team Sky                | Омар Фраиле              |
| 4    | Алехандро Вальверде | Эстебан Чавес             | Петер Саган            | Омар Фраиле          | Эстебан Чавес                 | Team Sky                | Брайан Рамирес           |
| 5    | Калеб Эван          | Том Дюмулен               | Петер Саган            | Омар Фраиле          | Эстебан Чавес                 | Team Sky                | Ильо Кейссе              |
| 6    | Эстебан Чавес       | Эстебан Чавес             | Петер Саган            | Омар Фраиле          | Эстебан Чавес                 | Team Sky                | Мигель Анхель Рубиано    |
| 7    | Берт-Ян Линдеман    | Эстебан Чавес             | Эстебан Чавес          | Омар Фраиле          | Эстебан Чавес                 | Team Sky                | Аметс Чуррука            |
| 8    | Яспер Стёйвен       | Эстебан Чавес             | Эстебан Чавес          | Омар Фраиле          | Эстебан Чавес                 | Team Sky                | Анхель Мадрасо           |
| 9    | Том Дюмулен         | Том Дюмулен               | Эстебан Чавес          | Омар Фраиле          | Том Дюмулен                   | Team Sky                | Омар Фраиле              |
| 10   | Кристиан Сбаральи   | Том Дюмулен               | Эстебан Чавес          | Омар Фраиле          | Том Дюмулен                   | Team Sky                | Карлос Верона            |
| 11   | Микель Ланда        | Фабио Ару                 | Эстебан Чавес          | Омар Фраиле          | Том Дюмулен                   | Team Sky                | Микель Ланда             |
| 12   | Данни Ван Поппель   | Фабио Ару                 | Эстебан Чавес          | Омар Фраиле          | Том Дюмулен                   | Team Sky                | Максим Буэ               |
| 13   | Нельсон Оливейра    | Фабио Ару                 | Эстебан Чавес          | Омар Фраиле          | Том Дюмулен                   | Team Sky                | Павел Полянски           |
| 14   | Алессандро Де Марки | Фабио Ару                 | Эстебан Чавес          | Омар Фраиле          | Том Дюмулен                   | Team Sky                | Карлос Кинтеро           |
| 15   | Хоаким Родригес     | Фабио Ару                 | Хоаким Родригес        | Омар Фраиле          | Хоаким Родригес               | Team Sky                | Брайан Рамирес           |
| 16   | Фрэнк Шлек          | Хоаким Родригес           | Хоаким Родригес        | Омар Фраиле          | Хоаким Родригес               | Team Sky                | Родольфо Торрес          |
| 17   | Том Дюмулен         | Том Дюмулен               | Хоаким Родригес        | Омар Фраиле          | Хоаким Родригес               | Team Sky                | Том Дюмулен              |
| 18   | Николас Роуч        | Том Дюмулен               | Хоаким Родригес        | Омар Фраиле          | Хоаким Родригес               | Movistar Team           | Анхель Мадрасо           |
| 19   | Алексис Гужар       | Том Дюмулен               | Хоаким Родригес        | Омар Фраиле          | Хоаким Родригес               | Movistar Team           | Алексис Гужар            |
| 20   | Рубен Пласа         | Фабио Ару                 | Хоаким Родригес        | Омар Фраиле          | Хоаким Родригес               | Movistar Team           | Алексис Гужар            |
| 21   | Джон Дегенкольб     | Фабио Ару                 | Алехандро Вальверде    | Омар Фраиле          | Хоаким Родригес               | Movistar Team           | Том Дюмулен              |
| Итог | Итог                | Фабио Ару                 | Алехандро Вальверде    | Омар Фраиле          | Хоаким Родригес               | Movistar Team           | Том Дюмулен              |

## Классификации
| Изображения | Изображения                           | Изображения | Изображения                         |
| ----------- | ------------------------------------- | ----------- | ----------------------------------- |
|             | Лидерство в генеральной классификации |             | Лидерство в горной классификации    |
|             | Лидерство в очковой классификации     |             | Лидерство в смешанной классификации |